# El Huecú
El Huecú ist die Hauptstadt des Departamento Ñorquín in der Provinz Neuquén im Südwesten Argentiniens. Der Ort gehört in der Klassifikation der Gemeinden der Provinz Neuquén zu den Gemeinden der 3. Kategorie. 

## Geschichte
Picún Leufú leitet sich aus der Mapudungun-Sprache der Mapuche ab und bedeutet Böser Geist.
Der Ort wurde am 1. Februar 1933 gegründet.